# Fandom de yaoi

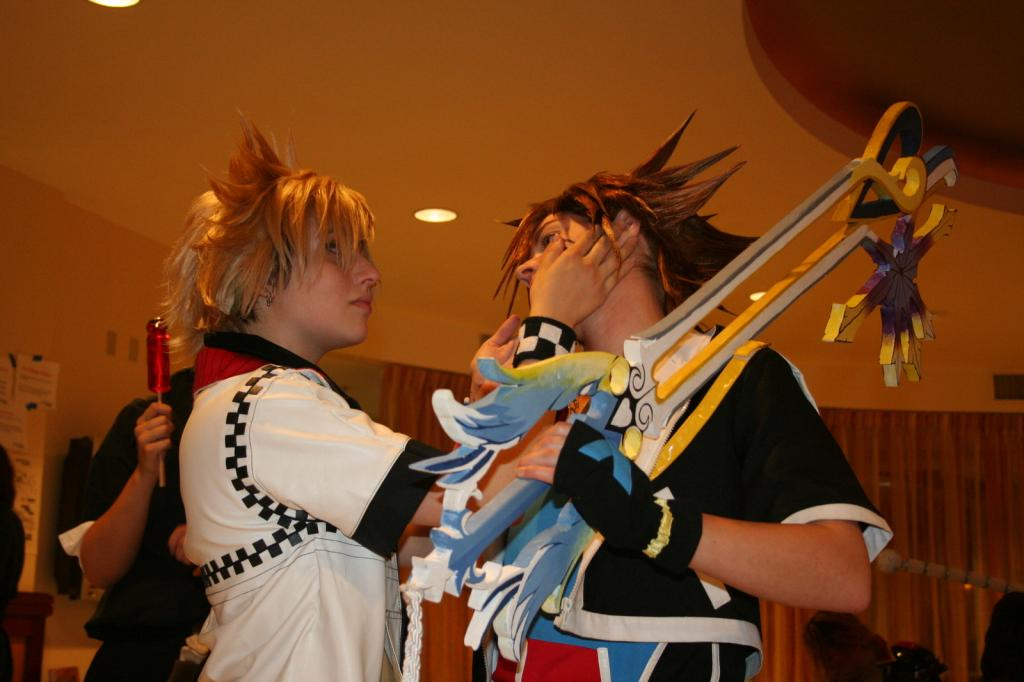
Dos cosplayers vestidos como Roxas y Sora de Kingdom Hearts en la Yaoi-Con de 2008

El yaoi (やおい?), también conocido como Boys love («amor entre chicos» o BL por sus siglas en inglés) es un género homoerótico de medios audiovisuales que representa relaciones entre hombres, originado en Japón, creado principalmente por y para mujeres, y que cuenta con un sólido fandom global. Las personas en el fandom de yaoi pueden participar en actividades como asistir a convenciones, crear o publicar en página de fans, y producir creaciones de fans como fanfiction y fan art.
En Japón, los aficionados al BL/yaoi son conocidos como  (腐女子 fujoshi?). Traducido literalmente como «mujer podrida» o «chica podrida», el término surgió como un peyorativo para los seguidores del género, pero luego fue reapropiado por los fans del BL como una etiqueta identitaria autoparódica. Más tarde emergió el término  (腐男子 fudanshi?, tdl. «chico podrido») para describir a los fans masculinos del BL.

## Demografía
La mayoría de los fans del BL son adolescentes o mujeres jóvenes. Se estima que el 80 % de los lectores en Tailandia son mujeres, y la membresía de la Yaoi-Con, una convención en San Francisco, es 85 % femenina. Generalmente se asume que todas las fans femeninas son heterosexuales, pero en Japón hay una presencia de autoras de manga lésbicas y lectoras lesbianas, bisexuales, cuestionándose o de otras orientaciones. Encuestas recientes en línea de lectoras angloparlantes de BL indican que entre el 50 y el 60 % de las lectoras femeninas se identifican como heterosexuales. Se ha sugerido que los fans occidentales podrían ser más diversos en su orientación sexual que los japoneses y que es más probable que los fans occidentales vinculen el BL con el apoyo a los derechos de los homosexuales. Al igual que la base de lectores de BL, se cree que la mayoría de los escritores de fanfiction de BL también son mujeres heterosexuales. A veces se atribuye esta tendencia al patriarcado: se dice que las mujeres que escriben fanfiction de BL están actuando fantasías heterosexuales a través de estas figuras masculinas.
Aunque el género está dirigido a mujeres jóvenes y adultas, también hay lectores homosexuales, bisexuales, e incluso hombres heterosexuales que forman parte del público lector. En una encuesta basada en bibliotecas de fans de yaoi en Estados Unidos, aproximadamente una cuarta parte de los encuestados eran hombres; las encuestas en línea de lectores angloparlantes sitúan este porcentaje en alrededor del 10 %. Lunsing sugiere que los hombres homosexuales japoneses más jóvenes, que se sienten ofendidos por el contenido «pornográfico» de las revistas para hombres homosexuales, podrían preferir leer yaoi en su lugar.
Esto no significa que la mayoría de los hombres homosexuales sean fans del género, ya que algunos se sienten desanimados por el estilo artístico femenino o las representaciones poco realistas de la vida homosexual y prefieren buscar «Gei comi» (cómics gay), manga escrito por y para hombres homosexuales, ya que se percibe que el gei comi es más realista. Lunsing señala que algunas de las molestias narrativas que los hombres homosexuales expresan sobre el manga yaoi, como la violación, la misoginia y la ausencia de una identidad gay al estilo occidental, también están presentes en el gei comi. Algunos artistas masculinos de manga han producido obras yaoi, utilizando su éxito en este género para luego publicar gei comi.
Los autores de BL se presentan como «compañeros fans» al usar notas en la sobrecubierta y posdatas para charlar con los lectores «como si fueran sus amigas» y hablar sobre el proceso creativo de hacer el manga, y lo que descubrieron que les gustaba de la historia que escribieron.

### Números
A mediados de la década de 1990, las estimaciones del tamaño del fandom japonés de yaoi oscilaban entre 100 000 y 500 000 personas; en esa época, la antología de yaoi de larga duración June tenía una circulación de entre 80 000 y 100 000, el doble de la circulación de la revista de estilo de vida gay más vendida, Badi. La mayoría de los sitios de fans de yaoi occidentales «aparecieron algunos años después que las páginas y listas dedicadas al anime y manga mainstream». En 1995, «giraban en torno a las series más famosas», como Ai no Kusabi y Zetsuai 1989; y a finales de la década de 1990, los sitios web en inglés que mencionaban yaoi «alcanzaban los cientos». En 2003, en los sitios de internet en japonés, había proporciones aproximadamente iguales de sitios dedicados al yaoi que sitios por y para hombres homosexuales sobre la homosexualidad. El 16 de noviembre de 2003 había 770 000 sitios web de yaoi. En abril de 2005, una búsqueda de sitios no japoneses arrojó 785 000 en inglés, 49 000 en español, 22 400 en coreano, 11 900 en italiano y 6 900 en chino. En enero de 2007, había aproximadamente cinco millones de visitas para «yaoi». Hisako Miyoshi, viceeditora en jefe de la división de manga de Libre Publishing, dijo en una entrevista de 2008 que, aunque el BL es más conocido por el público general, el número de lectores sigue siendo limitado, lo que ella atribuye a la naturaleza codificada del género.

### Eventos
- Aikon[24]
- FujoCon[25]
- Yaoi-Con (hasta 2017)[26]
- Yaoi Expo[27] BLush (hasta 2012, Lights Out)[27]
- Y/Con[28]
- Yaoithon[29]
- Yaoi North[30]
- OOPS-Sommer Fest[27]
- FujoshiCon[27]
- Doki Doki City[27]
- La Mole[27]
- Fufu Fest[27]

## Preferencias de los fans
Thorn señaló que, aunque algunos fans disfrutan ambos por igual, la mayoría de los fans tiende a preferir BL o manga shōjo sin BL. Suzuki observó que los fans de BL prefieren el BL sobre otras formas de pornografía, por ejemplo, historias de amor heterosexuales en cómics para mujeres. Jessica Bawens-Sugimoto siente que, en general, «los fans de slash y yaoi desdeñan el romance heterosexual mainstream», como «los notorios romances pulp de Harlequin». Deborah Shamoon dijo que «las fronteras entre el yaoi, el shōjo manga y los cómics para mujeres son bastante permeables», sugiriendo que los fans de BL probablemente disfrutaban tanto de historias homosexuales como heterosexuales.
Kazuma Kodaka, en una entrevista con Giant Robot, sugirió que el fandom japonés de yaoi incluye mujeres casadas que han sido sus fans desde que estaban en la universidad. La encuesta de Dru Pagliassotti indica que la lealtad a un autor es un factor común en las decisiones de compra de los lectores. Yōka Nitta ha notado una división en lo que quieren sus lectores: los más jóvenes prefieren ver material explícito, y los mayores prefieren ver romance. Hay una percepción de que el fandom de yaoi de habla inglesa está demandando contenido cada vez más explícito, pero esto plantea problemas para los minoristas.
En 2004, ICv2 notó que los fans parecían preferir comprar yaoi en línea. Andrea Wood sugiere que debido a las restricciones en la venta de yaoi, muchos fans adolescentes occidentales buscan títulos más explícitos a través de scanlations. Dru Pagliassotti señala que la mayoría de los encuestados en su estudio dicen que encontraron el BL por primera vez en línea, lo que ella vincula con que la mitad de sus encuestados reportan que obtienen la mayor parte de su BL de scanlations. En 2003, había al menos cinco grupos de scanlation de BL. Las prácticas de los fans japoneses a mediados y finales de la década de 2000 incluían el concepto del sentimiento de moe, que antes solían utilizar los otaku masculinos para referirse a personajes femeninos jóvenes.
Robin Brenner y Snow Wildsmith notaron en su encuesta de fans estadounidenses que los fans masculinos homosexuales y bisexuales de yaoi preferían historias más realistas que las fans femeninas.
Shihomi Sakakibara (1998) argumentó que los fans de yaoi, incluido él mismo, eran personas transgénero de mujer a hombre con orientación homosexual. Akiko Mizoguchi cree que hay un «shikou» (traducido como gusto u orientación), tanto hacia el BL/yaoi en general como hacia patrones particulares dentro del género, como un tipo de personaje «uke peleador» (yancha uke). Su estudio muestra que los fans creen que para ser fans «serios», deben conocer sus propias preferencias y «considerarse una especie de minoría sexual». Ella argumenta que el intercambio de fantasías sexuales entre el fandom predominantemente femenino de yaoi puede interpretarse como que, aunque los participantes puedan ser heterosexuales en la vida real, también pueden ser considerados compatiblemente «lesbianas virtuales». Patrick Galbraith sugiere que los bishonen andróginos contribuyen al atractivo del yaoi entre mujeres heterosexuales, lesbianas o transgénero.
El pequeño fandom de BL en Taiwán ha sido notorio por estar en contra del fanfiction de BL con personas reales, prohibiéndolo en su foros de mensajes.

## Fujoshiyfudanshi
Fujoshi (腐女子?  lit. «chica podrida») es un término japonés que designa a las mujeres aficionadas al manga, al anime y a las novelas que presentan relaciones románticas entre hombres. Esta etiqueta abarca a las seguidoras del género yaoi en sí, así como a las propiedades relacionadas de manga, anime y videojuegos que han surgido a medida que se ha desarrollado el mercado para estas obras.
El término «fujoshi» es un juego de palabras homófono con fujoshi (婦女子?), una expresión que designa a mujeres respetables, creado al reemplazar el carácter fu (婦?), que significa mujer casada, por el carácter fu (腐?), que significa fermentado o podrido, sugiriendo que una mujer que disfruta de contenido gay ficticio está «arruinada» para el matrimonio. El nombre fue acuñado por 2channel a principios de la década de 2000 como un insulto despectivo, pero posteriormente fue reapropiado como un término autodescriptivo. «fujoshi» llevaba la connotación de ser una «mujer caída». Un número de Yureka que examinó a las fujoshi en detalle en 2007 contribuyó a la difusión del término.
Las fujoshi de mayor edad utilizan diversos términos para referirse a sí mismas, como kifujin (貴腐人?  «mujer noble podrida»), un juego de palabras con una expresión homófona que significa «dama distinguida», y ochōfujin (汚超腐人?), que suena similar a una frase que significa «Madame Butterfly», posiblemente tomada de un personaje apodado Ochōfujin (お蝶夫人?) en la serie de manga de 1972 Ace wo Nerae! de Sumika Yamamoto.
Según un número de 2005 de Eureka, en tiempos recientes fujoshi puede referirse a las mujeres otaku en general, aunque advierte que no todas las fans del yaoi son otaku, ya que existen lectoras más casuales. Dado que fujoshi es el término más conocido, a menudo es utilizado por los medios japoneses y por personas ajenas a la subcultura otaku para referirse al grupo de las otaku femeninas, independientemente de si son fans del yaoi o no. Este uso puede considerarse ofensivo por parte de las otaku femeninas que no son seguidoras del yaoi.
Los hombres que, al igual que las fujoshi, disfrutan imaginando relaciones entre personajes (especialmente masculinos) en obras ficticias cuando esa relación no forma parte de la intención del autor, pueden ser llamados fudanshi (腐男子?  «chico podrido») o fukei (腐兄?  «hermano mayor podrido»), ambos juegos de palabras de construcción similar a fujoshi. El autor de manga bara Gengoroh Tagame ha dicho que los hombres pueden elegir la etiqueta fudanshi porque es más aceptable socialmente que declararse gay. Sin embargo, la orientación sexual de los fudanshi no es necesariamente gay, ya que los heterosexuales también disfrutan leyendo BL.

## Yaoiyslash
Además del material original publicado comercialmente, el yaoi japonés también incluye el dōjinshi hecho por fans, fan art, videojuegos, etc.; un gran porcentaje de los dōjinshi ofrecidos en la Comiket son historias yaoi basadas en series populares de anime y manga. Esto puede verse como un desarrollo paralelo a la ficción slash (slash fiction) en Occidente. Aunque las historias de manga shōjo con romances entre chicos o hombres jóvenes comenzaron a publicarse comercialmente en Japón desde mediados de la década de 1970, y pronto se convirtieron en un género propio, la difusión del yaoi a través de la comunidad de fans occidental generalmente se vincula con la comunidad preexistente del slash en Occidente. A mediados de la década de 1980, las traducciones de fans de la serie de manga shōjo Eroica Yori Ai o Komete comenzaron a circular a través de la comunidad slash vía asociaciones de prensa amateur, creando un «vínculo tenue» entre el slash y yaoi.
Aunque se observa que el fandom yaoi en línea de habla inglesa se superpone cada vez más con el fandom de slash en línea, el slash ha representado hombres adultos, mientras que el yaoi sigue la estética del chico hermoso, a menudo destacando su juventud. Mark McLelland describe esta estética como problemática en la sociedad occidental actual. Los fans de yaoi tienden a ser más jóvenes que los fans de slash, y por lo tanto se sorprenden menos por las representaciones de sexualidad con menores de edad. Jessica Bauwens-Sugimoto detecta una tendencia en los fandoms de yaoi y slash a menospreciar la heteronormatividad, el potencial de subversión o incluso el potencial de disfrute del otro.